# Нижнебурбукское муниципальное образование
Нижнебурбукское муниципальное образование — муниципальное образование со статусом сельского поселения в 
Тулунском районе Иркутской области России. Административный центр — поселок Нижний Бурбук.

## Демография
По результатам Всероссийской переписи населения 2010 года 
численность населения муниципального образования составила 519 человек, в том числе 261 мужчина и 258 женщин.

## Населенные пункты
В состав муниципального образования входят населенные пункты
- Нижний Бурбук
- Верхний Бурбук
- Большой Одер